# Ürümqi
Ürümchi (vereenvoudigd Chinees: 乌鲁木齐; traditioneel Chinees: 烏魯木齊; pinyin: wūlǔmùqí; Oeigoers:ئۈرۈمچی; uitspraak "[uːˈruːmtʃi]", Nederlandse schrijfwijze op oude kaarten: Oeroemtsji) is de hoofdstad van Xinjiang, een autonome regio in het noordwesten van China. De stad telde 5 miljoen inwoners in 2025.
Ürümchi is een relatief nieuwe stad. Het gebied van Ürümchi was onderdeel van het Mongoolse steppegebied en werd beheerst door de Dzjoengaren. De stad werd gebouwd in de jaren na de vernietiging van de Dzjoengaren door de Qing-dynastie omstreeks 1758. De naam Ürümqi komt uit de taal van de Oirat-Mongolen en  betekent zoiets als "goede weidegrond". 
Het is de grootste stad in de westelijke helft van China. In vele opzichten (taalkundig, cultureel en commercieel) heeft het sterkere banden met westelijke gebieden dan met de rest van China. De bevolking van de stad bestaat voor 75% uit Han-Chinezen en voor 15% uit Oeigoeren, het volk dat in het zuiden van Xinjiang, het Tarimbekken, de meerderheid van de bevolking uitmaakt.
Ürümqi is van alle miljoenensteden de stad die het verst van een zee of een oceaan is verwijderd.
De stad heeft een klimaat dat op het warmste punt >30° en op het koudste punt <-10° kan zijn. Er valt bovendien erg weinig regen, dus het is een zeer droge omgeving.
In juli 2009 brak in de stad geweld uit tussen Oeigoeren en Han-Chinezen. Er vielen honderden doden en de rellen waren het begin van zware repressie door de centrale regering in Peking.
Op 1 augustus 2015 werd nabij de stad een nieuwe overdekte schaatshal geopend. Dit was direct de hoogstgelegen (1710 meter boven zeeniveau) schaatshal ter wereld. Op 21 januari 2016 werden de 13e China Winter Games geopend in deze schaatshal. De wedstrijden werden gezien als een goede test voor de Olympische Winterspelen van 2022 in Peking.

## Bevolking
De etnische bevolking van Ürümchi is zoals in onderstaande tabel.
| Etnische groep | Bevolking | Aandeel |
| -------------- | --------- | ------- |
| Han-Chinezen   | 1.567.562 | 75,3%   |
| Oeigoeren      | 266.342   | 12,79%  |
| Hui            | 167.148   | 8,03%   |
| Kazachen       | 48.772    | 2,34%   |
| Mantsjoes      | 7.682     | 0,37%   |
| Mongolen       | 7.252     | 0,35%   |
| Sibelen        | 3.674     | 0,18%   |
| Russen         | 2.603     | 0,13%   |
| Tujia          | 1.614     | 0,08%   |
| Kirgiezen      | 1.436     | 0,07%   |
| Oezbeken       | 1.406     | 0,07%   |
| Zhuang         | 878       | 0,04%   |
| Wolga-Tataren  | 767       | 0,04%   |
| Tibetanen      | 665       | 0,03%   |
| Dongxiang      | 621       | 0,03%   |
| Miao           | 620       | 0,03%   |
| Koreanen       | 588       | 0,03%   |
| Overigen       | 2.205     | 0,09%   |

In Xinjiang zijn vele tientallen goed bewaarde mummies gevonden die wellicht zo'n 4000 jaar oud kunnen zijn. Zij zijn waarschijnlijk op natuurlijke wijze bewaard gebleven, in tegenstelling tot de mummificatie zoals
die in het oude Egypte werd toegepast. In het regionaal museum van de hoofdstad Ürümqi zijn onder andere dergelijke mummies te zien, alsmede archeologische vondsten die te maken hebben met de zijderoute. Deze route werd in de tijd van het Oude Nabije Oosten vaak bewandeld door vele handelaars.

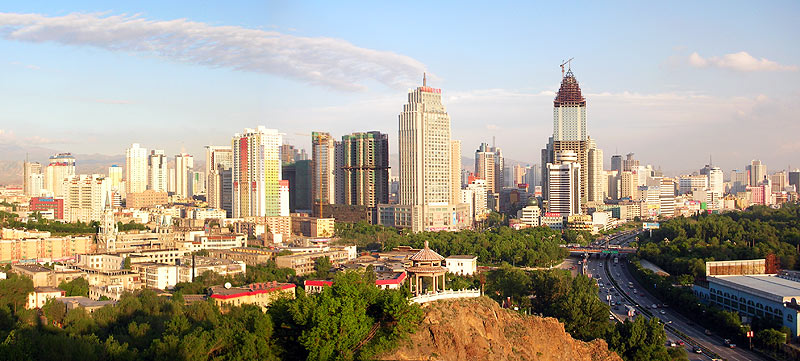
Panorama over de stad

## Bestuur
Ürümqi is met zeven gemeenten en een provinciaal bestuur in totaal verdeeld in 8 bestuurlijke afdelingen.
|                                            | Afdelingen | Afdelingen       | Afdelingen | Bevolking | Oppervlakte |
| Naam                                       | Chinees    | Oeigoers         | 2002       | km²       |             |
| Ürümqi Stadssector                         |            |                  |            |           |             |
| ■ Yenişehir                                | 新市区     | يېڭىشەھەر رايونى | 360.000    | 142       |             |
| ■ Şuymogu                                  | 水磨沟区   | شۇيموگۇ رايونى   | 150.000    | 91        |             |
| ■ Tanrı Dağı                               | 天山区     | تڭرىتاغ رايونى   | 450.000    | 171       |             |
| ■ Saybağ                                   | 沙依巴克区 | سايباغ رايونى    | 440.000    | 422       |             |
| Ürümqi Voorstedelijke- en Plattelandsector |            |                  |            |           |             |
| ■ Mitung                                   | 米东区     |                  | 100.000    | 244       |             |
| ■ Tudun Haba                               | 头屯河区   | تۇدۇڭخابا رايونى | 130.000    | 276       |             |
| ■ Tapançeng                                | 达坂城区   | داۋانچىڭ رايونى  | 40.000     | 5.042     |             |
| ■ Ürümqi                                   | 烏魯木齊县 | ئۈرۈمچى ناھىيىسى | 80.000     | 4.601     |             |

## Geboren
- Xia Xinyi (1997), beachvolleyballer